# Mylothris sagala
Mylothris sagala is een vlindersoort uit de familie van de Pieridae (witjes), onderfamilie Pierinae.
Mylothris sagala werd in 1886 beschreven door Grose-Smith.